# Épéios fils de Panopée
Pour les articles homonymes, voir Épéios.

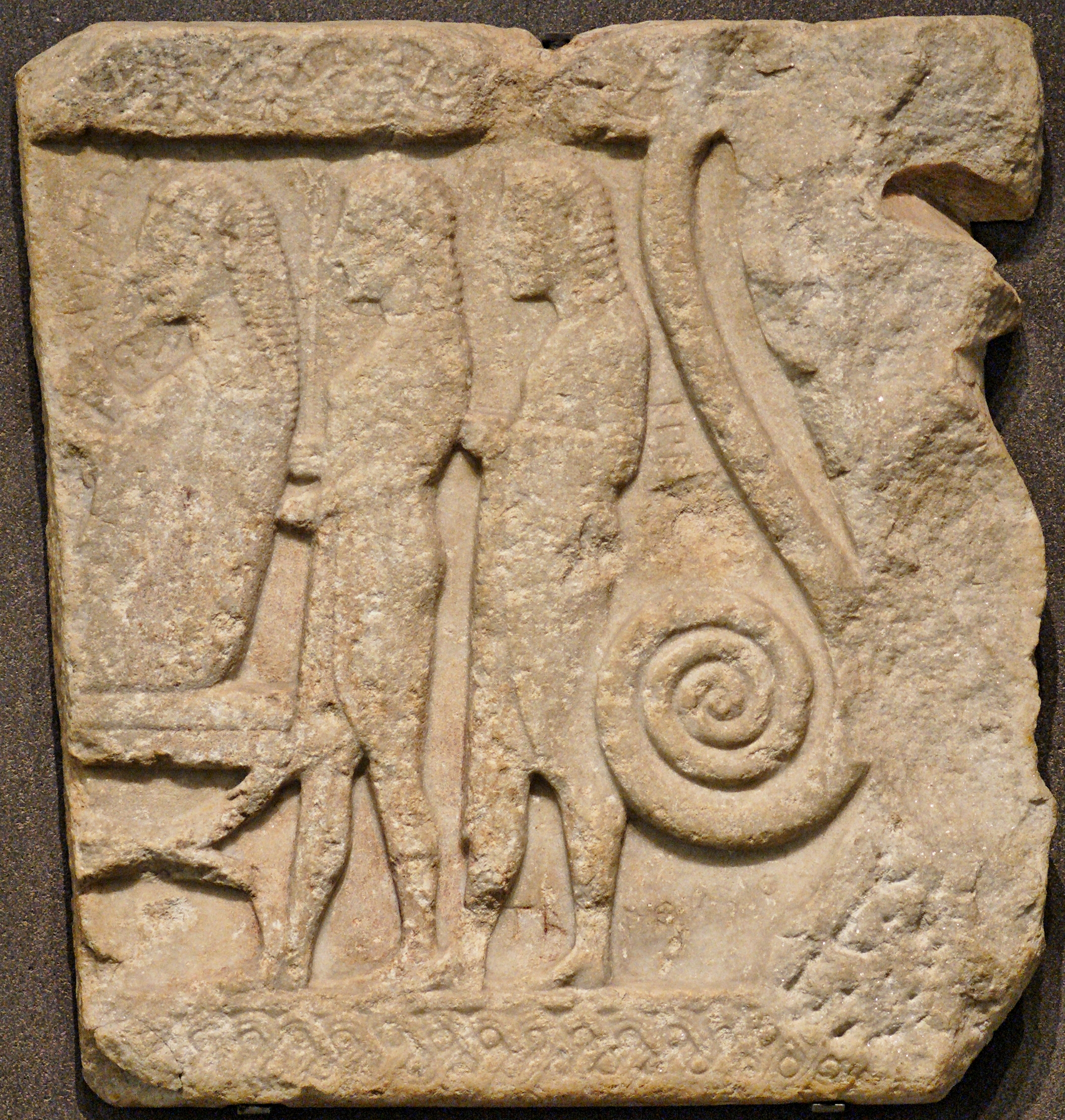
Agamemnon, Talthybios et Épéios, bas-relief de Samothrace (scène d'initiation d'Agamemnon aux mystères ?), v. 560 av. J.-C., musée du Louvre (Ma 697)

Dans la mythologie grecque, Épéios ou Épéos ou Épéus (en grec ancien : Ἐπειός / Epeiós), fils de Panopée, est un héros grec de la guerre de Troie.

## Mythe
Dans l’Iliade, il se décrit lui-même comme piètre guerrier au combat ; mais il dispute (et remporte) contre Euryale l'épreuve de pugilat, discipline où il excelle, aux jeux funéraires de Patrocle.
Il fait partie de la troisième génération de la descendance d'Éaque, qui comme Néoptolème, répondra de la prophétie d'Apollon qui, alors que lui, Poséidon et Éaque venaient de bâtir l'enceinte de Troie pour le roi Laomédon, déclara que, comme le troisième serpent qui parvint à dépasser le mur juste terminé, la troisième génération parviendra elle-aussi à pénétrer dans la ville de Troie.
Il est surtout connu pour être celui qui construit le cheval de Troie (dans la Petite Iliade, il suit les instructions d'Athéna, mais la plupart des traditions attribuent l'idée du cheval à Ulysse). Chez Quintus de Smyrne et Virgile, il fait également partie des guerriers présents dans le cheval.
Selon Pausanias (X, 26, 2), Épéios figurait sur une fresque de Polygnote réalisée à Delphes et illustrant la prise de Troie : il était montré nu, rasant le mur d'enceinte de la ville.
Selon des versions ultérieures de la légende, Épéios se serait rendu en Italie après la guerre de Troie et y aurait été fondateur (ou oikiste) des villes de Pise et de Métaponte.

## Postérité
L'astéroïde troyen de Jupiter (2148) Épéios est nommé en référence à ce personnage mythologique.

### Sources antiques
- Pseudo-Apollodore, Épitome [détail des éditions] [lire en ligne], V, 8 ; V, 14.
- Euripide, Les Troyennes [détail des éditions] [lire en ligne], v. 10.
- Homère, Iliade [détail des éditions] [lire en ligne], XXIII, 664.
- (en) Petite Iliade [détail des éditions] [lire en ligne].
- Pausanias, Description de la Grèce [détail des éditions] [lire en ligne], I, 23, 8 ; II, 19, 6 ; II, 29, 4 ; X, 4, 1 ; X, 26, 2.
- Platon, La République [détail des éditions] [lire en ligne], 620 c.
- Quintus de Smyrne, Suite d'Homère [détail des éditions] [lire en ligne], XII.
- Tryphiodore, Prise de Troie [détail des éditions] (lire en ligne), v. 57 et suiv.
- Virgile, Énéide [détail des éditions] [lire en ligne], II, 264.

#### Éditions de textes antiques
- Luc Brisson (dir.) et Georges Leroux (trad. du grec ancien), La République, Paris, Éditions Gallimard, 2008 (1re éd. 2006), 2204 p. (ISBN 978-2-08-121810-9).
- Homère (trad. du grec ancien par Robert Flacelière), Iliade, Éditions Gallimard, 1993 (1re éd. 1955) (ISBN 2-07-010261-0)
- Virgile (trad. Maurice Lefaure, préf. Sylvie Laigneau), Énéide, Le Livre de poche, coll. « Classiques », 2004, 574 p. (ISBN 978-2-253-08537-9).